# Francesco Robortello
Francesco Robortello, latinizado como Franciscus Robortellus (Údine, 1516 - Padua, 1567) fue un humanista del Renacimiento italiano, apodado Canis grammaticus ("el perro gramatical") por su carácter peleador y exigente.

## Biografía
Robortello fue un editor y redescubridor de algunas de las principales obras de la Antigüedad clásica (fue el primer editor del clásico De lo sublime de Longino). Enseñó filosofía, retórica, ética, latín y griego en las universidades de Lucca, Pisa, Venecia, Padua y Bolonia antes de instalarse definitivamente en Padua en 1560. Sostuvo enconadas polémicas con numerosos sabios de su tiempo, en especial con Sigonius, hasta el punto de que el senado de Venecia se vio obligado a imponer silencio a ambos.

## Obra
Los planteamientos científicos de Robortello en su labor como editor de textos puede considerarse como la base de la moderna Hermenéutica. Sus comentarios a la Poética de Aristóteles formaron la base del Renacimiento en cuanto a las teorías de la comedia, que influyeron en el modo de escribir teatro en toda Europa, salvo quizás en Inglaterra y España. En el apartado ético, Robortello se mostraba defensor de las teorías de Aristóteles, urgiendo por ejemplo a la mujer a someterse al marido en virtud de su debilidad moral.
En 1548 publicó una de sus obras fundamentales: In librum Aristotelis de arte poetica explicationes ("Explicaciones al Arte Poética de Aristóteles"), en el que completaba la versión latina del texto ofrecida por Alessandro de Pazzi (publicada en 1536) con una paráfrasis del Arte Poética de Horacio, al tiempo que añadía apartados dedicados a los géneros ausentes de la obra original aristotélica: la sátira, el epigrama, la comedia y la elegía.
En el campo de la filología y la historia, tuvo importantes controversias con Carlo Sigonio y Vincenzo Maggi, publicando orationes similares a ensayos en los que corregía las ediciones publicadas en Venecia por Aldo Manucio e incluso los errores filológicos de Lutero. 
Entre sus discípulos se encontraban Giacomo Zabarella o Jan Kochanowski, un poeta que escribió en latín y polaco y que introdujo las ideas, formas y espíritu del Renacimiento en Polonia.

## Obras principales
- De historica facultate disputatio (también conocida como De arte historica), 1548; 1567.
- De rhetorica facultate, 1548
- In Aristotelis poeticam explicationes, Florencia 1548, 2ª edición 1555.
- Dionysi Longini rhetoris praestantissimi liber de grandi sive sublimi orationis genere ... cum adnotationibus, Basilea 1554. (En que recupera el concepto de lo sublime de Longino)
- Thesaurus criticus, 1557, 2ª edición 1604.
- De arte, sive ratione corrigendi antiquorum libros disputatio, Florencia 1548, 2ª edición 1562 (sobre las técnicas necesarias para editar textos antiguos)
- De artificio dicendi 1567.